# II-80
De II-80 is een nationale weg van de tweede klasse in Bulgarije. De weg loopt van Svilengrad naar Griekenland. De II-80 is 3 kilometer lang.